# Palais Liechtenstein (Feldkirch)

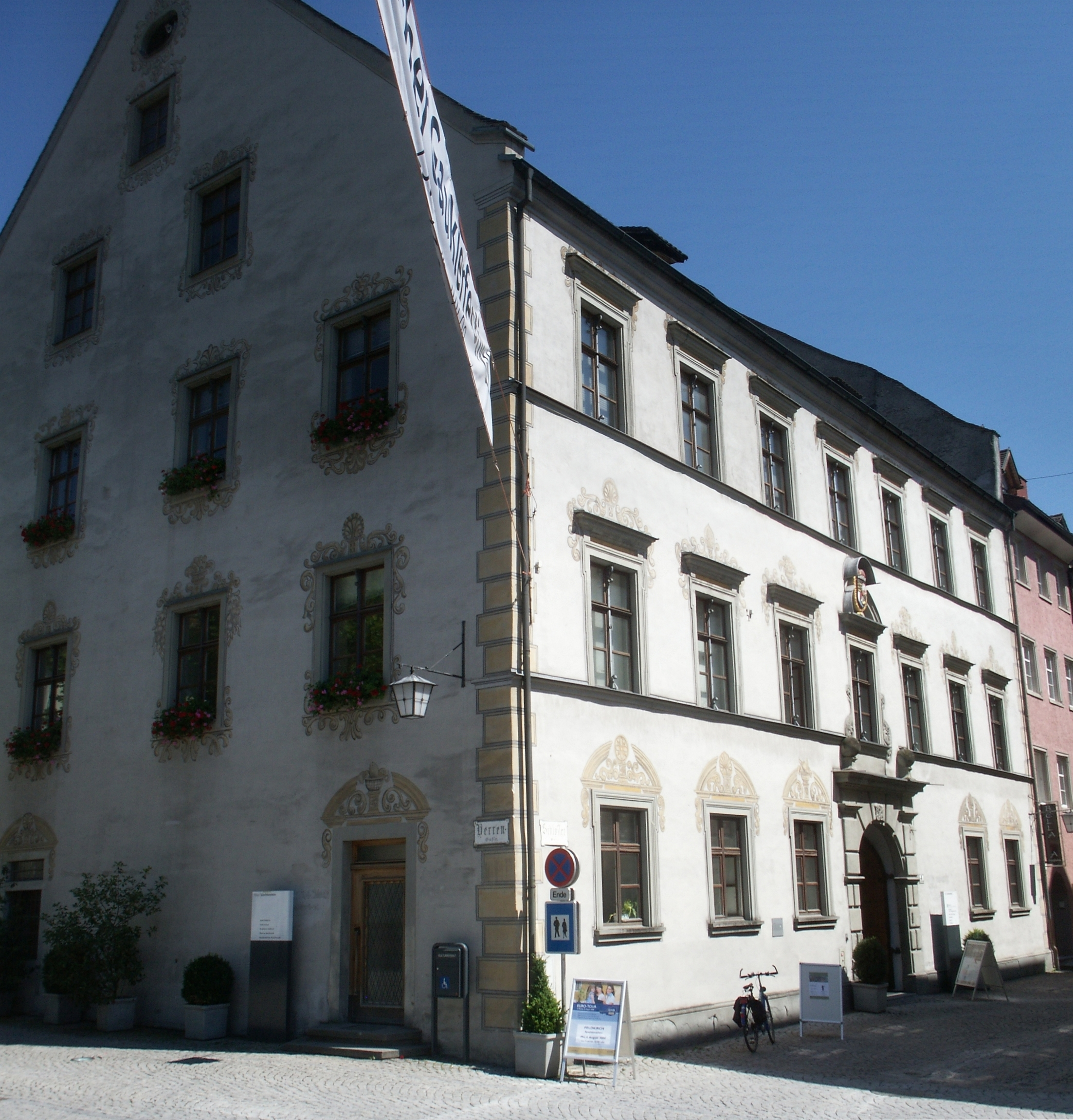
Palais Liechtenstein

Das Palais Liechtenstein steht in der Stadt Feldkirch in der Schlossergasse 8.

## Geschichte
In den Jahren 1658 bis 1697 war das Gebäude auf dieser Adresse ein erzherzogliches Hubamt. Es wurde beim Stadtbrand im Jahre 1697 zerstört. Danach wurde im Auftrag von Fürst Johann Adam Andreas Liechtenstein durch den Hofbaumeister Gallus Apeller ein Palais im barocken Stil errichtet und in die Nutzung als Liechtensteinisches Amtshaus übergeführt. Das Palais wurde im Jahre 1719 Verwaltungssitz der Herrschaft Schellenberg (1699) und der Grafschaft Vaduz (1712). Am 14. Oktober 1774 wurde es von den Fürsten von Liechtenstein an Kirchenpfleger Längle verkauft, der es an seine Schwester M. A. Meusburger vererbte. 1808 wurde es versteigert an Josef Anton Häusle. Es folgten Nutzungen als Brauerei, Gasthaus („Zur Krone“), Spinnerei unter Christian Getzner und als Sitz einer Lesegesellschaft. Im Jahre 1848 erwarb Andreas Ritter von Tschavoll, damals Feldkircher Bürgermeister und Fabrikant, das Palais. Später erbte Bürgermeister Anton Gohm das Palais. Das Palais ging im Jahre 1967 in das Eigentum der Stadt Feldkirch über und wird heute als Stadtarchiv und Stadtbibliothek sowie für Ausstellungen genutzt.
Anlässlich des 800-Jahr-Jubiläums der Stadt Feldkirch 2018 wurde auch das Palais Liechtenstein von April 2017 bis Januar 2018 um rund 1,56 Millionen Euro saniert. Es wurde ab März 2018 eine Ausstellung zur Geschichte der Stadt gezeigt.

## Ausstattung
Der Baukörper mit traufseitigem Satteldach hat ein Sandsteinportal mit architravartiger Verdachung und die Mittelfenster im Hauptgeschoß sind segmentbogig verdacht. Die graffitierte und freskierte Fassade trägt ein Wappen des Fürsten von Liechtenstein. Im 1. Stock befindet sich eine wertvolle Kassettendecke aus Holz.